# Bachchhan Paandey
 (décembre 2024).
La mise en forme du texte ne suit pas les recommandations de Wikipédia : il faut le « wikifier ».
Les points d'amélioration suivants sont les cas les plus fréquents. Le détail des points à revoir est peut-être précisé sur la page de discussion.
- Les titres sont pré-formatés par le logiciel. Ils ne sont ni en capitales, ni en gras.
- Le texte ne doit pas être écrit en capitales (les noms de famille non plus), ni en gras, ni en italique, ni en « petit »…
- Le gras n'est utilisé que pour surligner le titre de l'article dans l'introduction, une seule fois.
- L'italique est rarement utilisé : mots en langue étrangère, titres d'œuvres, noms de bateaux, etc.
- Les citations ne sont pas en italique mais en corps de texte normal. Elles sont entourées par des guillemets français : « et ».
- Les listes à puces sont à éviter, des paragraphes rédigés étant largement préférés. Les tableaux sont à réserver à la présentation de données structurées (résultats, etc.).
- Les appels de note de bas de page (petits chiffres en exposant, introduits par l'outil «  Source ») sont à placer entre la fin de phrase et le point final[comme ça].
- Les liens internes (vers d'autres articles de Wikipédia) sont à choisir avec parcimonie. Créez des liens vers des articles approfondissant le sujet. Les termes génériques sans rapport avec le sujet sont à éviter, ainsi que les répétitions de liens vers un même terme.
- Les liens externes sont à placer uniquement dans une section « Liens externes », à la fin de l'article. Ces liens sont à choisir avec parcimonie suivant les règles définies. Si un lien sert de source à l'article, son insertion dans le texte est à faire par les notes de bas de page.
- La présentation des références doit suivre les conventions bibliographiques. Il est recommandé d'utiliser les modèles {{Ouvrage}}, {{Chapitre}}, {{Article}}, {{Lien web}} et/ou {{Bibliographie}}. Le mode d'édition visuel peut mettre en forme automatiquement les références.
- Insérer une infobox (cadre d'informations à droite) n'est pas obligatoire pour parachever la mise en page.

Pour une aide détaillée, merci de consulter Aide:Wikification.
Si vous pensez que ces points ont été résolus, vous pouvez retirer ce bandeau et améliorer la mise en forme d'un autre article.
Pour plus de détails, voir Fiche technique et Distribution.
Bachchhan Paandey est un film de comédie d'action indien en hindi de 2022 réalisé par Farhad Samji, produit par Sajid Nadiadwala. Le film met en vedette Akshay Kumar, Kriti Sanon, Arshad Warsi et Jacqueline Fernandez. Pankaj Tripathi, Prateik Babbar, Sanjay Mishra et Abhimanyu Singh jouent des seconds rôles. Il s'agit d'un remake officiel du film tamoul Jigarthanda de 2014 , qui a lui-même été inspiré par le film sud-coréen de 2006 A Dirty Carnival,. Le film est sorti en salles le 18 mars 2022 et a fini par être un échec au box-office.

## Synopsis
Myra Devekar, une réalisatrice en herbe, se voit confier par un producteur la tâche d'imaginer une histoire de gangsters captivante et violente pour produire un film. Pour satisfaire les perspectives commerciales du producteur et sa soif de réaliser un film réaliste, elle décide d'étudier la vie d'un vrai gangster pour le scénario. Ses recherches approfondies le conduisent à découvrir le menaçant Bachchhan Paandey, un gangster borgne de Baghwa, entouré d'hommes de main excentriques mais effrayants.
Myra se rend à Baghwa où elle rencontre son meilleur ami Vishu et lui parle de son idée de film sur Bachchhan. Vishu devient furieux et lui demande de partir, mais se laisse plus tard persuader de l'aider avec le film. Vishu et Myra commencent tous deux à cibler les hommes de main de Bachchhan dans le but de se rapprocher de lui. Virgin, l'un des hommes de main, leur parle de son ancienne petite amie Sophie, qui a été tuée par ce dernier. Vishu et Myra installent un microphone dans le téléphone portable de Virgin pour écouter ses conversations avec Bachchan.
Plus tard, il est révélé que Virgin trahissait Bachchhan pour un autre criminel, Rana Lohia, mais elle est attrapée et tuée par lui. Vishu et Myra écoutent le meurtre au microphone, mais sont surpris par le gang de Bachchhan. Bachchhan décide de tuer Vishu et Myra, mais accepte de les épargner lorsqu'il découvre que Myra réalise un film de gangsters, à condition qu'il joue le protagoniste du film. Au début, Myra n'accepte pas, mais Bachchhan kidnappe son producteur et Myra est obligée d'écouter son histoire pour développer le scénario.
Dans un flashback, Bachchhan travaille pour un politicien corrompu, Laalji Bhagat. Après une dispute, le politicien fait tuer Sophie, la petite amie de Bachchhan. En représailles, Bachchhan assassine Bhagat à l'hôpital où il a été admis pour une blessure.
Bachchhan et ses hommes ne savent pas comment jouer, alors ils apprennent par l'intermédiaire de Bhavesh Bhoplo, un coach d'acteur. Bhavesh frappe, menace et humilie Bachchhan et ses hommes de main, à leur grand désarroi. Néanmoins, Myra les dissuade de nuire à Bhavesh pour le bien du film. Bachchan et Myra développent bientôt des sentiments l'un pour l'autre.
Le film est finalement terminé et sort en salles. Bachchhan et ses hommes de main sont d'abord enthousiasmés et font la promotion du film intitulé BP, pensant qu'il s'agit du drame de gangsters sordide pour lequel il a été commercialisé. À leur grande horreur, le film s’avère être une comédie qui les dépeint de manière négative. D'un autre côté, le film de Myra s'avère être un grand succès et reçoit les éloges de ses médias et de son réalisateur qui la critiquait souvent beaucoup. Bachchhan et les hommes de main décident de la tuer pour avoir fait disparaître sa terreur parmi les gens, mais s'abstiennent plus tard car Bachchhan change d'avis lorsque sa mère l'appelle après dix ans et qu'il attire de nombreux fans.
Plus tard, Bachchhan devient une star et Kaandi, le proche acolyte de Bachchhan, abandonne son habitude de regarder des films pornos. Vishu obtient un rôle principal dans un film sans nom. Pendulum (le complice de Bachchan) qui était marié à sa petite amie Pinky (grâce à Bachchan) ouvre une ferme laitière avec elle après avoir fermé son bar. Bhavesh Bhoplo devient le meilleur professeur de théâtre, Bachchhan est reconnu comme le meilleur acteur comique et Myra comme la meilleure réalisatrice. Bachchan cesse d'être un criminel et devient acteur.

## Fiche technique
- Titre original : Bachchan Paandey
- Langue : Hindi
- Réalisateur : Farhad Samji
- Pays :  Inde
- Durée : 146 min
- Dates de sortie :
  - Inde : 18 mars 2022
  - France : 19 mars 2022

## Distribution
- Akshay Kumar : Bachchhan Paandey, gangster
- Kriti Sanon : Myra Devekar
- Jacqueline Fernandez : Sophie[6]
- Arshad Warsi : Vishwakant "Vishu" Mhatre
- Pankaj Tripathi : Guruji Bhavesh Bhoplo
- Prateik Babbar : Virgin[7]
- Sanjay Mishra : Bufferiya
- Abhimanyu Singh : Pendulum[8]
- Snehal Dabi : Jumbo[9]
- Saharsh Kumar Shukla : Kaandi[7]
- Ashwin Mushran : Producteur Rakesh Verma
- Santosh Shukla en tant que  SP Suryakant Mishra
- Sajid Nadiadwala en tant que réalisateur
- Ahmed Khan en tant que réalisateur
- Aroosa Khan : Pinky
- Mohan Agashe : ministre Laalji Bhagat
- Seema Biswas : mère de Bachchhan
- Trishna Singh : épouse de Virgin
- Surendra Rajan : le père de Myra
- Dolly Thakore : journaliste criminelle
- Nasir Abdullah : réalisateur de Myra
- Gaurav Chopra comme Bheema
- Netram Tiwari : de Bullet
- Sunil Pendurkar : de Qadri
- Arun Khedwal comme Guleria
- Vipul Roy comme ancre